# Starksia lepicoelia
Starksia lepicoelia är en fiskart som beskrevs av Böhlke och Springer, 1961. Starksia lepicoelia ingår i släktet Starksia och familjen Labrisomidae. Inga underarter finns listade i Catalogue of Life.